# Арнолд (Минесота)
Арнолд (енгл. Arnold) насељено је место без административног статуса у америчкој савезној држави Минесота.

## Демографија
По попису из 2010. године број становника је 2.960, што је 72 (-2,4%) становника мање него 2000. године.
| Група             | 2000.         | 2010.         |
| Белци             | 2.958 (97,6%) | 2.836 (95,8%) |
| Афроамериканци    | 11 (0,4%)     | 17 (0,6%)     |
| Азијати           | 7 (0,2%)      | 13 (0,4%)     |
| Хиспаноамериканци | 10 (0,3%)     | 20 (0,7%)     |
| Укупно            | 3.032         | 2.960         |